# Powiat tarnogrodzki

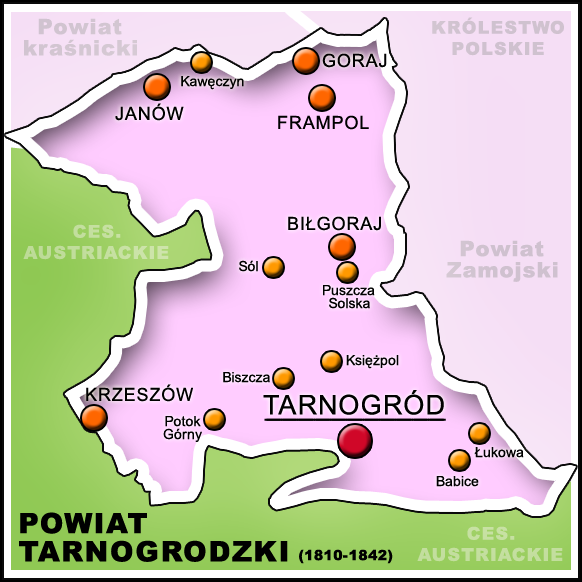
Powiat tarnogrodzki

Powiat tarnogrodzki – powiat istniejący w latach 1810–1842 ze stolicą w Tarnogrodzie. Powiat powstał w 1810 r. w departamencie lubelskim po utworzeniu Księstwa Warszawskiego i obejmował miasta Krzeszów, Frampol, Goraj, Janów i Biłgoraj.
Powiat tarnogrodzki składał się z 22 gmin: Abramów, Biszcza, Biłgoraj miasto, Biłgoraj gmina, Chmielek, Frampol, Goraj miasto, Goraj gmina, Janów Lubelski, Janów gmina, Luchów, Lipiny, Łukowa, Naklik, Majdan Księżpolski, Płusy, Potok Dolny, Radzięcin, Różaniec, Sól, Tarnogród i Zamch.
W Królestwie Kongresowym powiat tarnogrodzki wchodził w skład obwodu zamojskiego woj. lubelskiego (od 1837 – guberni lubelskiej). Na obszarze powiatu tarnogrodzkiego (w Janowie) mieściła się siedziba obwodu zamojskiego (obejmująca powiaty kraśnicki, tarnogrodzki i zamojski).
Po reformie z 1 stycznia 1845 obwody przemianowano na powiaty, a dotychczasowe powiaty – na okręgi sądowe. Tak więc obszar powiatu tarnogrodzkiego wszedł w skład powiatu zamojskiego.
W 1866 r. nastąpiła nowa reforma administracyjna. Utworzono wówczas powiat biłgorajski, którego częścią stał się Tarnogród i jego okolice.
W 1869-70 wprowadzono reformę miejską, degradująca 336 miast na terenie KP do statusu osad. Tarnogród, jako jedno z największych miast Królestwa Polskiego, nie miał podlegać tej reformie, jednak na życzenie mieszczan (w celu niższych podatków) został również zdegradowany.